# Prvenstvo Splitskog nogometnog podsaveza 1920.
Prvenstvo Splitskog nogometnog podsaveza 1920. bilo je prvo nogometno natjecanje u organizaciji Splitskog nogometnog podsaveza. Prvenstvo je započelo 22. ožujka 1920. godine utakmicom Split - Borac. Natjecanje je odigrano u proljeće 1920. godine po jednostrukom bod sustavu. U prvenstvu je sudjelovalo pet momčadi. Prvakom je postala momčad Juga bez primljenog pogotka.

## Ljestvica učinka
Proljetno prvenstvo
| Poredak | Klub             | Utakmica | Pobjeda | Neodlučeno | Poraza | Postigli golova | Primili golova | Gol-razlika | Bodova |
| ------- | ---------------- | -------- | ------- | ---------- | ------ | --------------- | -------------- | ----------- | ------ |
| 1.      | Jug              | 4        | 3       | 1          | 0      | 7               | 0              | +7          | 7      |
| 2.      | HNK Hajduk Split | 4        | 3       | 0          | 1      | 18              | 1              | +17         | 6      |
| 3.      | Uskok Split      | 4        | 2       | 1          | 1      | 4               | 4              | 0           | 5      |
| 4.      | Split            | 4        | 1       | 0          | 3      | 4               | 13             | -9          | 2      |
| 5.      | Borac Split      | 4        | 0       | 0          | 4      | 1               | 16             | -15         | 0      |

## Zanimljivo
Prvi strijelac prvenstva bio je igrač Hajduka, Nikola Gazdić koji je postigao 11 pogotka, više nego cijela momčad prvaka Juga.